# Fedot Alexejewitsch Popow
Fedot Alexejewitsch Popow (russisch Федот Алексеевич Попов; * 17. Jahrhundert in Cholmogory; † 17. Jahrhundert) war ein russischer Kaufmann, Unternehmer und Polarforscher.

## Leben
Popow stammte aus einer Pomoren-Bauernfamilie und konnte schreiben und rechnen. Er wurde Handelsbeauftragter der Moskauer Kaufleute Wassili und Alexei Ussow, die Handelsvertreter im Ural, in Mangaseja, Jenisseisk, Jakutsk, an der Selenga, in Nertschinsk und in China bis Südchina hatten.
Wassili Ussow schickte aus Weliki Ustjug Popow und den Ustjuger Handelsbeauftragten Luka Wassiljew Siwerow 1638 oder 1639 nach Sibirien und gab Popow außer Waren 3500 Rubel mit (ein kleines Flussschiff kostete 5 Rubel). Nach Aufenthalten in Tobolsk und Tomsk waren sie im Juni 1641 in Jenisseisk, wo sie einen Zollfreischein für die Lena erhielten. Dort hofften sie ihre Waren gut verkaufen zu können. In drei Jahren hatten sie von Ussows Geld 1500 Rubel ausgegeben. Da in Jakutsk die Handelsbeauftragten anderer Kaufleute den Handel beherrschten, trennte sich Popow von Siwerow und übernahm 29 der 40 Männer und zwei Drittel der Waren und des Geldes.
Popow machte sich 1642 mit seinen Männern auf den Weg entlang der Lena zum Meer und weiter zum Olenjok. Es wurde eine der größten  Expeditionen dieser Zeit, die von dem Kosaken Iwan Rebrow geleitet wurde und an der etwa 100 Händler und Unternehmer teilnahmen. Mit 700 Pud Roggenmehl, 100 Arschin Canvas und weiteren Waren im Gesamtwert von 1025 Rubel kam Popow an den Olenjok und hoffte auf einen langanhaltenden Zobelfang.
Als 1644 die Ewenken am Olenjok rebellierten und die russischen Zobelhändler aus den Wäldern in die Tundra vertrieben, um selbst den Zobelhandel zu übernehmen, zog Popow weiter nach Osten an die Jana, die Indigirka und die Alaseja, um 1647 an die Kolyma zu kommen. Dort gab es bereits die Konkurrenz der Handelsbeauftragten der Kaufleute Sweteschnikow, Rewjakin, Gusselnikow, Bajew u. a.

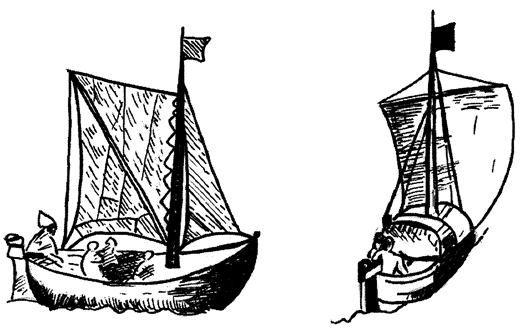
Pomoren-Kotsch (Jan Huygen van Linschoten, 1611)

Um seine Verluste auszugleichen, plante Popow, weiter an den Anadyr zu ziehen. Als er mit anderen Kaufleuten den Kolyma-Kosakenchef Gawrilow bat, für die Leitung ihrer Expedition einen Kosaken vorzuschlagen, empfahl Gawrilow den Kosaken Semjon Deschnjow. Dem Jakutien-Woiwoden teilte Gawrilow 1647 mit, dass 1646 neun Unternehmer von der Kolyma nach Osten bis zur Tschaunbucht gezogen waren, von den Tschuktschen Walrosszähne eingetauscht hatten, für sie nötige Dinge am Ufer eingelagert hatten und wieder abgezogen waren. Im Sommer 1647 fuhr Popow mit Deschnjow mit vier Pomoren-Kotschen (Segel-Ruder-Schiff) los. Popow hatte 12 Männer dabei, und 50 unabhängige Unternehmer hatten sich angeschlossen. Wegen des Eises mussten sie schließlich umkehren. Eine weitere  Expeditionstruppe Deschnjows war an der Kolyma angekommen.  Im folgenden Jahr schlossen sich weitere Teilnehmer an. Um die Führungsrolle zu behalten, stockte Popow seine Truppe auf 29 Mann auf und investierte mehr in das Unternehmen.
Im Juni 1648 startete Popows neue Expedition mit etwa 100 Personen auf 6 Kotschen unter der Führung Deschnjows in Srednekolymsk, um im Juli 1648 das Eismeer zu erreichen. Popow wurde von seiner jakutischen Frau begleitet. Am Meer schloss sich Gerassim Ankudinow mit  seinem Kotsch an. Ankudinow wurde dabei als Konkurrent Deschnjows bezüglich der Expeditionsführung und des Sammelns von Kronenzobeln angesehen. Die Expedition fuhr nun entlang der Küste zur Anadyr-Mündung an der Beringsee. In der Longstraße wurden im Sturm durch das Eis zwei Kotschen zerstört, deren Besatzungen sich aufs Festland retteten und von Korjaken getötet wurden oder verhungerten. Dies erfuhr Michail Staduchin von Korjaken, als er eine spätere Expedition auf dem Landweg zum Anadyr führte. Anfang September 1648 fuhr Popows Expedition durch die Beringstraße. Ankudinows Kotsch  zerschellte dort, aber die Besatzung wurde gerettet und verteilte sich auf die übrigen Kotschen. Ankudinow fuhr nun bei Popow mit. In der Beringstraße trafen die Expeditionsteilnehmer Eskimos auf den Inseln Arakamtschetschen und Yttygran und auf den Diomedes-Inseln. Bei einer Auseinandersetzung mit Eskimos oder Tschuktschen wurde Popow verletzt. Nach einigen Tagen zerstreute ein Sturm die Schiffe der Expedition. Die Informationen über das weitere Schicksal der Expeditionsteilnehmer sind unvollständig und widersprüchlich. Nach Angaben der Frau Popows, die von Deschnjow bei Korjaken abgesetzt worden war und dort einige Jahre lang blieb, starben ihre Begleiter an Skorbut oder waren getötet worden. Immerhin gelang es Deschnjow auf dem Landweg mit Überwinterungen entlang des Anadyr zurückzukehren, nachdem sein Kotsch südlich der Anadyr-Mündung gesunken war.
Popows Expedition mit Deschnjow und Ankudinow in die Beringstraße geriet zunächst in Vergessenheit. Gerhard Friedrich Müller fand 1736 im Archiv der Jakutsker Kanzlei Beweise, dass nicht Vitus Bering 1728 als erster die Beringstraße durchfuhr, sondern schon viele Jahre zuvor die russischen Pelztierhändler Semjon Deschnjow, Popow und Ankudinow.